# Politica della Bulgaria

Stemma ufficiale della Repubblica di Bulgaria

Il governo della Bulgaria è una repubblica rappresentativa democratica di tipo parlamentare nella quale il primo ministro è il capo del governo e di un sistema multipartitico. Il governo esercita il potere esecutivo, il potere legislativo viene esercitato sia dal governo, sia dall'Assemblea nazionale. Dal 1990 ha un sistema instabile di partiti, nel quale al giorno d'oggi il Partito Socialista Bulgaro e il GERB sono i partiti dominanti. Il sistema giudiziario è indipendente da quello esecutivo e legislativo. La Bulgaria viene considerata un paese libero da Freedom House.

## Sviluppi politici (post-comunismo)
Il Partito Socialista Bulgaro (BSP) vinse le prime elezioni dopo il crollo del sistema comunista nel 1990 con una piccola maggioranza. Il governo del BSP cadde alla fine del 1990 dopo uno sciopero generale, e venne rimpiazzato da una coalizione governativa di transizione. Nel frattempo Želju Želev, un dissidente dell'epoca comunista, venne eletto presidente dall'Assemblea nel 1990 e in seguito vinse le prime elezioni presidenziali dirette nel 1992; Želev mantenne la carica fino al primo 1997. Le elezioni per la prima Assemblea democraticamente eletta, nel novembre 1991, portarono ad una nuova coalizione di governo, guidata dall'Unione delle Forze Democratiche (SDS) in collaborazione con il partito turco Movimento per i Diritti e le Libertà (DPS). Questa coalizione collassò alla fine del 1992 e gli successe un team tecnocratico, posto dal DPS, che governò per due anni. Il BSP vinse le elezioni nel dicembre 1994 e rimase in carica fino al febbraio del 1997, quando la popolazione, alienata dal governo corrotto e fallito ne chiese le dimissioni e nuove elezioni. Un gabinetto venne composto dal presidente per governare fino alle elezioni parlamentari dell'aprile 1997, che risultarono nella vittoria delle forze riformatrici guidate dalla SDS nella coalizione delle Forze Democratiche Unite.
Nel 2001, l'ex sovrano Simeone II ritornò al potere, vincendo le elezioni come primo ministro con il suo partito liberale e populista, il Movimento Nazionale Simeone II o Movimento Nazionale per la Stabilità e il Progresso (NDSV). Le elezioni parlamentari ebbero luogo il 25 giugno 2005, terminata la legislatura del NDSV.
Il 27 luglio 2005 il parlamento bulgaro scelse Sergej Stanišev, appartenente al Partito Socialista Bulgaro, come nuovo Primo ministro in una coalizione di governo con il DPS. I voti furono 120 contro 119, ma comunque, il parlamento votò contro lo staff proposto con 119 contro 117 voti. Alla fine, il 15 agosto il BSP ed il NDSV formarono un governo stabile, insieme al DPS. Questa grande coalizione comprendeva i tre partiti più grandi, con una grande maggioranza di 169 su 240 deputati. Sotto il governo di Stanišev la Bulgaria entrò a far parte dell'Unione Europea, ma per aderire dovette portare avanti delle azioni impopolari, come la chiusura di numerosi reattori nucleari di epoca sovietica, che abbatterono i consensi per i partiti al governo. 
Il 5 luglio 2009 Bojko Borisov, col nuovo partito conservatore ed europeista GERB (Cittadini per lo Sviluppo Europeo della Bulgaria), vinse le elezioni parlamentari, raccogliendo il 39.71% del voto popolare e 116 dei 240 seggi in parlamento. Borisov annunciò che sarebbe stato il candidato del partito come 50º primo ministro della Bulgaria in quello che si aspettava essere un governo di centro-destra dominato dal GERB. Potendo contare sull'appoggio dei nazionalisti di Ataka, della Coalizione Blu di centro-destra e del partito populista di destra Ordine, Legge e Giustizia, stabilì un'ampia maggioranza. 
A seguito di proteste popolari contro i monopoli energetici e la corruzione, e al conseguente sgretolamento della coalizione di governo, il governo Borisov si dimise; fu seguito da un breve governo ad interim, retto dal diplomatico indipendente Marin Raykov. Le successive elezioni parlamentari, tenutesi il 12 maggio 2013, videro primeggiare il GERB, che però non riuscì a formare un esecutivo. La seconda forza, la Coalizione per la Bulgaria, capitanata dal BSP di Stanišev, riuscì a trovare un accordo con i turco-liberali del DPS; i due schieramenti godevano della metà dei seggi, 120 su 240, e grazie all'astensione dei nazionalisti di Ataka, riuscirono a formare un governo, con a capo Plamen Oresharski, vicino ai socialisti. Anche questo esecutivo crollò assai presto, e fu nominato un governo provvisorio, con a capo il professor Georgi Bliznashki. 
La successiva tornata elettorale vide prevalere nuovamente il GERB, che formò un governo di coalizione con il Blocco Riformatore, di centro-destra, il partito Alternativa per la Rinascita Bulgara, di centro-sinistra, e l'appoggio esterno del Fronte Patriottico, di estrema destra. Il governo garantì una certa stabilità, fino alle elezioni presidenziali tenutesi nel novembre 2016: dopo la sconfitta della candidata del GERB, Tsetska Tsacheva, contro Rumen Radev, supportato dai socialisti, il governo rassegnò le dimissioni. Il neo-eletto presidente Radev sciolse l'assemblea e nominò Ognjan Gerdzhikov primo ministro ad interim.
Alla giornata elettorale del 26 marzo 2017 vinse nuovamente il GERB con un margine minimo sui socialisti guidati da Kornelija Ninova; il partito di Borisov dovette nuovamente costituire un governo di coalizione. A supportarlo fu la lista nazionalista di estrema destra Patrioti Uniti, erede del Fronte Patriottico. Il governo resse fino al 2021, quando si dimise a seguito delle proteste popolari del 2020. I manifestanti contestavano la corruzione e la regressione delle libertà emerse nel quadriennio di governo, oltre a una pessima gestione della pandemia di COVID-19. 
Le elezioni del 4 aprile 2021 delinearono uno scenario estremamente frammentato: vinse il GERB, nonostante avesse perso molti voti rispetto al 2017. La seconda forza fu il neonato ITN (C'è un popolo come questo), guidato dal cantante e showman Slavi Trifonov, seguito dai socialisti. Nessun partito riuscì ad adempiere al mandato presidenziale per la formazione di un esecutivo regolare, pertanto Radev nominò un governo provvisorio guidato dal generale Stefan Janev, vicino al presidente. Anche le seconde elezioni dell'anno, in luglio, non permisero la formazione di un governo: i populisti di Trifonov vinsero, conquistando il 23,78% dei voti, davanti al GERB per sole quindicimila preferenze, ma nessun partito espletò il mandato. Janev restò dunque in carica, fino alle terze elezioni dell'anno, il 14 novembre 2021, quando la neonata lista liberale e anti-corruzione Continuiamo il Cambiamento (PP) vinse con oltre il 25% dei voti. Dopo un periodo di trattative il PP si accordò con il BSP, ITN e la lista di centro-destra Bulgaria Democratica per la formazione di un gabinetto regolare. A capo ci fu Kiril Petkov, economista e co-presidente della lista liberale con Asen Vasilev, ministro delle finanze. Dopo soli 7 mesi, a giugno, il governo cadde, dopo il passaggio all'opposizione di ITN; a seguito di tre mandati esplorativi falliti, nell'agosto 2022 il presidente nominò premier provvisorio Galab Donev, vicino ai socialisti, e proclamò nuove elezioni.
La tornata elettorale del 2 ottobre 2022 ripropose una situazione politica incerta e frammentata. Il partito conservatore di Borisov tornò a vincere davanti al PP, ma non ebbe i numeri per la formazione di un governo stabile. Donev restò dunque in carica, con il giuramento del secondo governo da lui presieduto. Alle urne, il 2 aprile 2023, vinse il GERB, tallonato dalla coalizione tra Continuiamo il Cambiamento e Bulgaria Democratica (PP-DB); al terzo posto si posizionarono i nazionalisti russofili di Vazrazhdane (Rinascita). La prima e la seconda formazione si accordarono per la formazione di un governo: il premier designato fu il chimico e professore Nikolaj Denkov, del PP; secondo gli accordi dopo 9 mesi la carica di capo del governo sarebbe passata a Marija Gabriel, del GERB. Nonostante le dimissioni di Denkov, a marzo 2024, per eseguire la rotazione, si verificarono delle tensioni tra i partiti; non riuscirono ad accordarsi su un nuovo governo, e Radev fu costretto a nominare un esecutivo provvisorio, retto da Dimitar Glavchev, ex parlamentare del GERB, ora indipendente. Le prossime elezioni parlamentari si terranno il 9 giugno 2024, in concomitanza con le europee. 

## Principali cariche politiche
| Ufficio                             | Nome              | Partito      | In carica da                                   |
| ----------------------------------- | ----------------- | ------------ | ---------------------------------------------- |
| Presidente                          | Rumen Radev       | Indipendente | 22 gennaio 2017 (rieletto il 21 novembre 2021) |
| Vicepresidente                      | Iliana Iotova     | BSP          | 22 gennaio 2017 (rieletta il 21 novembre 2021) |
| Primo ministro                      | Rosen Zhelyazkov  | GERB         | 16 gennaio 2025                                |
| Presidente dell'Assemblea nazionale | Nataliya Kiselova | BSP          | 6 dicembre 2024                                |

## Ramo esecutivo
Il presidente della Bulgaria viene eletto direttamente dal popolo per massimo 5 anni, con il diritto di ricoprire solo un altro mandato. Il presidente è capo dello stato e comandante in capo delle forze armate. I suoi doveri principali sono di programmare e fissare le elezioni e i referendum, rappresentare la Bulgaria all'estero, concludere trattati internazionali, ed essere a capo del Consiglio Consultativo per la Sicurezza Nazionale. Il presidente può respingere una proposta di legge indietro all'Assemblea Nazionale, una sorta di veto, ma la proposta può essere approvata ugualmente con un voto di maggioranza assoluta.
Il Consiglio dei ministri è il principale organo del ramo esecutivo del potere. Viene generalmente composto da membri del partito di maggioranza in parlamento, o da membri di una coalizione di partiti se non c'è una maggioranza. Presieduto dal primo ministro, è responsabile dell'espletamento della politica statale, di gestire il budget statale e di mantenere l'ordine. Il Consiglio dei Ministri deve dimettersi se l'Assemblea nazionale passa una mozione di sfiducia anche solo verso il primo ministro.

Per formare un governo il Presidente della Repubblica affida tre mandati esplorativi: il primo e il secondo rispettivamente alla prima e alla seconda compagine per numero di voti ottenuti alle elezioni parlamentari, il terzo a un partito a discrezione del presidente che abbia superato la soglia del 4% per entrare in parlamento. Se i mandati risultano inadempiuti, il Presidente indice nuove elezioni e proclama un governo di transizione. Il primo ministro viene scelto dal capo di stato tra un ristretto numero di figure (Presidente dell'Assemblea Nazionale, Governatore e Vice Governatore della Banca Nazionale Bulgara, Presidente o Vicepresidente della Corte dei Conti, Difensore civico e il suo vice). La composizione del Consiglio dei Ministri ad interim è a discrezione del premier incaricato. 

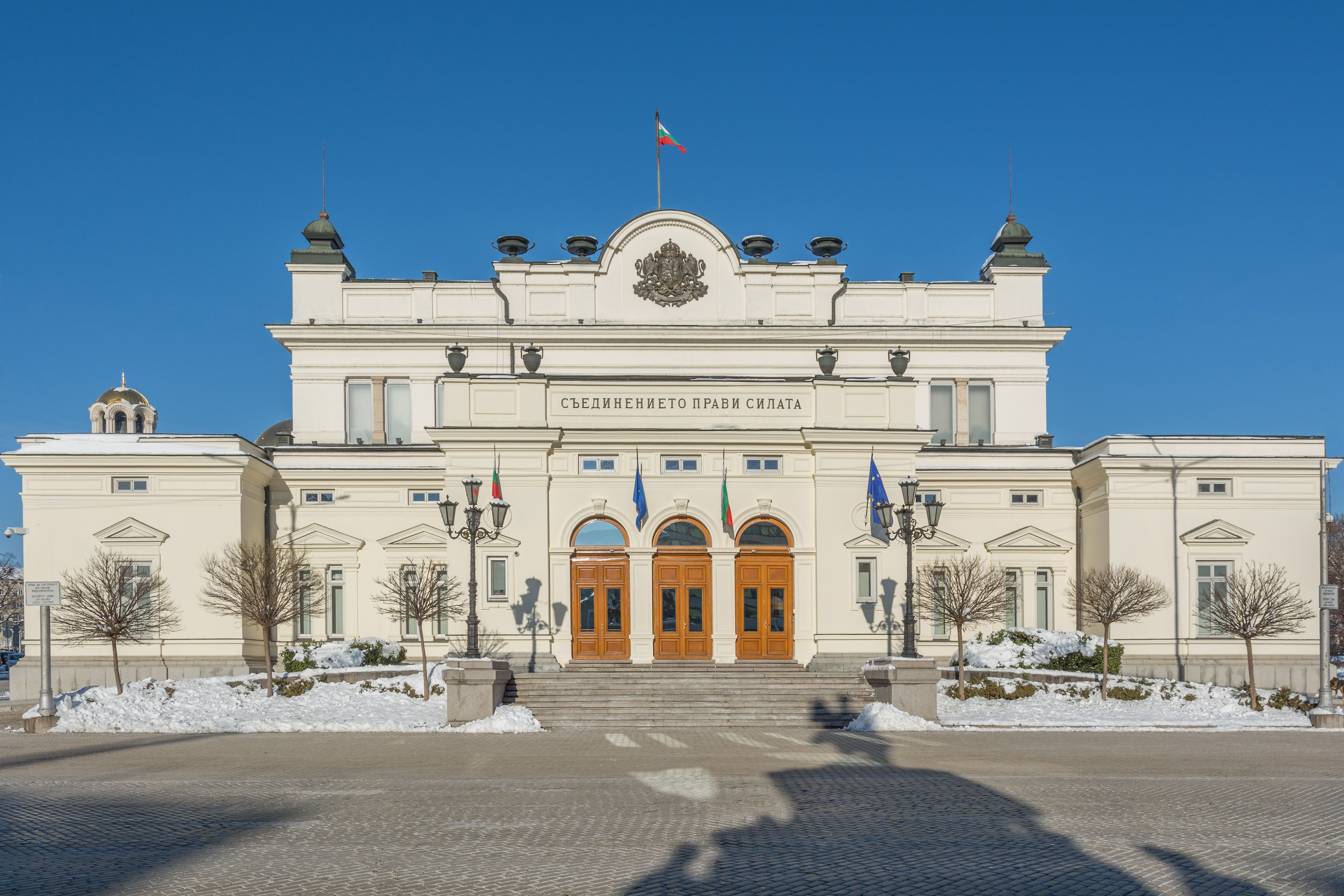
L'Assemblea nazionale (Народно Събрание)

## Ramo legislativo
Il parlamento unicamerale bulgaro, l'Assemblea nazionale o Narodno Săbranie (Народно Събрание), è composto da 240 deputati che vengono eletti per un mandato di quattro anni direttamente per voto popolare. I voti vanno alle liste dei candidati di un partito o di una coalizione, per ognuna delle 28 divisioni amministrative. Un partito o una coalizione deve raccogliere almeno il 4% dei voti per entrare a far parte dell'Assemblea. L'Assemblea è responsabile della promulgazione delle leggi, l'approvazione del bilancio, la programmazione e la fissazione elle elezioni presidenziali, la selezione e le dimissioni del primo ministro e del suo gabinetto di ministri, la dichiarazione di guerra, il dispiegamento delle truppe al di fuori della Bulgaria, la ratificazione dei trattati e degli accordi internazionali.

## Partiti con una rappresentanza parlamentare

### 49ª legislatura, 2024

Composizione dell'Assemblea Nazionale bulgara dopo le ultime elezioni parlamentari (aprile 2023)

- Cittadini per lo Sviluppo Europeo della Bulgaria (GERB) - conservatorismo, europeismo, populismo
- Continuiamo il Cambiamento - Bulgaria Democratica (PP-DB) - liberalismo, liberalismo conservatore, anti-corruzione, europeismo
- Rinascita (V) - nazionalismo, euroscetticismo, russofilia, conservatorismo nazionale
- Movimento per i Diritti e le Libertà (DPS) - liberalismo, interessi della minoranza turca, populismo
- BSP per la Bulgaria (BSPzB) - socialismo democratico, conservatorismo sociale, correnti europeiste e russofile
  - Partito Socialista Bulgaro;
  - Ekoglasnost;
  - Club politico "Trakija"
- C'è un Popolo come Questo (ITN) - populismo, democrazia diretta, anti-corruzione

## Ramo giudiziario
Il sistema giudiziario bulgaro consiste di corti regionali, distrettuali e d'appello, così come la Corte Suprema di Cassazione. In aggiunta, esiste una Corte Suprema Amministrativa ed un sistema di corti militari. I presidenti delle corti supreme e il prosecutore generale sono eletti da una maggioranza qualificata di due terzi di tutti i membri del Consiglio Giudiziario Supremo e vengono nominati dal Presidente della Repubblica. Il Consiglio Giudiziario Supremo è incaricato dell'auto-amministrazione e dell'organizzazione del potere giudiziario.
La Corte Costituzionale è incaricata di controllare la costituzionalità delle leggi e degli statuti prima che vengano emanati, così come la loro regolarità rispetto ai trattati internazionali che il governo ha firmato. I dodici membri della Corte Costituzionale rimangono in carica per un mandato di nove anni. Il parlamento ne elegge un terzo.

## Divisione amministrativa
Il territorio della Repubblica di Bulgaria è diviso in regioni (области, oblasti) e comuni (общини, obshtini). Ci sono 28 regioni e 263 comuni. I governatori regionali sono nominati dal governo, mentre i sindaci e i membri del consiglio comunale sono eletti ogni quattro anni dai cittadini. Viene eletto al primo turno il sindaco che ottiene il 50% più un voto delle preferenze; in caso contrario, si tiene un ballottaggio tra il primo e il secondo classificato del primo turno.

## Relazioni internazionali
La Bulgaria è membro di: ACCT, Australia Group, BSEC, CE, CEI, CERN, COI, EAPC, EBRD, ECE, EU, FAO, G-9, AIEA, BIRS, ICAO, CPI, ICRM, IFC, IHO (membro sospeso), ILO, FIM, IMO, Interpol, OIM, ISO, ITU, ITUC, NAM (ospite), NATO, NSG, OAS (osservatore), ONU, OPAC, OSCE, PCA, PFP, SECI, UNCTAD, UNESCO, UNIDO, UNMEE, UNMIBH, UNMIK, UNMOP, UPU, OMD, UEO (partner associato), FSM, OMS, OMPI, OMM, OMT, OMC e ZC.